# تغایاک
تغایاک (تَغایَک) جماعت و شهرکی در شمال غربی تاجیکستان است که در ناحیهٔ اسپیتمن ولایت سغد قرار دارد. جمعیت این جماعت ۱۲٬۰۴۷ نفر است.